# Douis
Douis (în arabă دويس) este o comună din provincia Djelfa, Algeria.
Populația comunei este de 9.344 de locuitori (2008).